# 김용관
김용관(金容瓘, 1897년 3월 21일~1967년)은 일제강점기에 활동한 공학자, 민족운동가다. 호는 장백산(長白山).
서울 출신으로 경성고등공업학교(경성고공)을 1918년 제1회 졸업생으로 졸업하고 일본에서 유학했다. 귀국 이후 중앙공업시험소에서 근무했다. 1924년 10월 1일, 경성고공 동문들과 함께 물산장려운동의 일환으로써 조선의 기술적 자립을 목적으로 한 발명진흥운동을 제창하여 발명학회를 설립, 그 지도자로 활동했다. 발명학회가 기금 부족으로 활동을 중단한 뒤 1932년 민족변호사 이인을 변리사로 영입하여 발명학회를 부활시켜 무학의 자수성가형 발명가들의 특허·실용신안 출원을 돕는 일을 했고, 1933년부터 기관지인 《과학조선》을 발행했다.
발명진흥운동을 전국적 운동으로 만들고자 윤치호, 여운형, 송진우 등 사회 명사들을 영입해 1934년 4월 19일 과학데이 행사를 개최했다. 이후 과학데이 행사가 1934년 7월 과학지식보급회 발족과 과학대중화운동으로 발전하자 과학대중화운동과 발명진흥운동을 모두 참여하며 대표적 민족공학자로 활동했다. 경성방직이 총독부 지원금을 받기 시작하면서 경성방직계열이 친일화되자 김용관의 과학대중화-발명진흥운동에 동조하는 반제비타협주의 세력이 물산장려운동의 후기 주류가 되었다.
1937년 미나미 지로 총독 부임 이후 일제의 지배가 적극적 동화정책으로 선회하고, 중일전쟁 발발 이후 사회 분위기가 군국주의화되었다. 이 시기 과학지식보급회는 친일파들에게 잠식되고 발명학회는 제국발명학회 조선지부와의 경쟁에 밀려나게 되었다. 1938년 투옥된 뒤 김용관은 운동을 그만두고 황해도 재령으로 낙향해 중학교 교사를 지내며 은거했다. 운동 내부에서 가장 열성적인 민족주의자였던 김용관이 이탈하자 과학대중화운동과 발명진흥운동은 완전히 친일화되어 1940년 12월 26일 과학지식보급회와 발명학회는 과학보급협회로 통폐합되었다. 이후 김용관은 별다른 운동을 하지 못했다.
독립 이후 대한요업총협회, 한국요업학회 창립에 관여했다.

## 참고 자료
- 임종태 (1995). “김용관의 발명학회의 1930년대 과학운동”. 《한국과학사학회지》 17: 89-133.